# Hamburg-Lokstedt
Lokstedt is een stadsdeel van het district Eimsbüttel van de Vrije Hanzestad Hamburg.

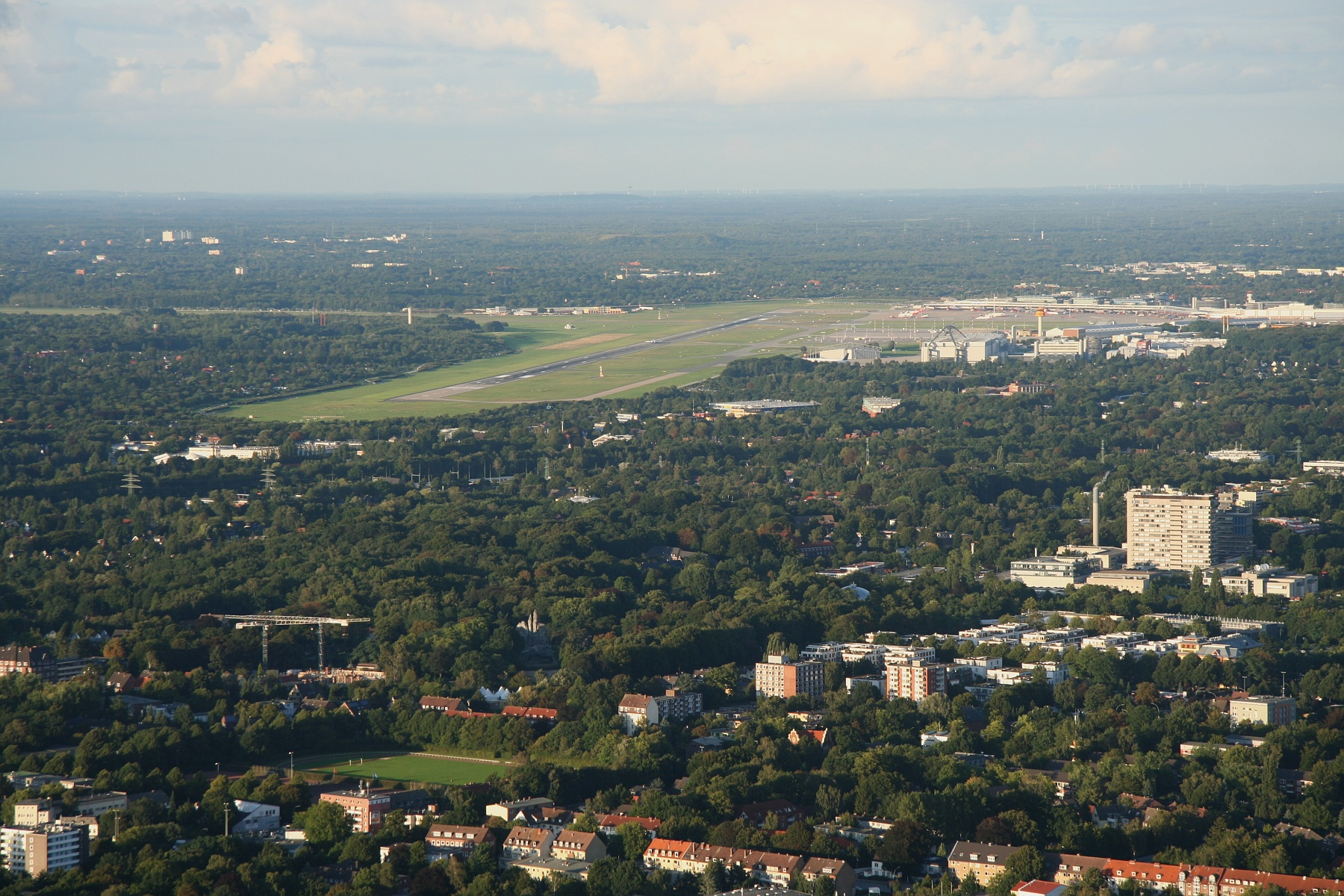
Uitzicht over Lokstedt

## Geografie
Lokstedt grenst aan :
- Niendorf in het noorden (met het Hamburgse goederenringspoor als grenslijn),
- Eimsbüttel en Hoheluft in het zuiden,
- Stellingen in het westen en
- Eppendorf en Groß Borstel in het oosten.

## Geschiedenis

### Naam
Vóór 1866, onder Deense heerschappij, heette de wijk "Lookstedt". Onder Pruisisch bewind, van 1866 tot 1937, was de spelling "Lockstedt". Omdat de nieuwkomers zich vooral op de spelling oriënteerden, vond de uitspraak met korte "o" steeds meer ingang, maar kon de lang gesproken "o", die nog steeds de voorkeur geniet, vooral door oudere inwoners van Lokstedt en omgeving, niet volledig vervangen. De naam met het achtervoegsel -stedt verwijst naar een Saksische stichting, het voorvoegsel, afgeleid van Lo- duidt in dit geval niet de stichter van het dorp aan, maar is terug te voeren op een bos.
Al in 1110 werd het voormalige boerendorp in een document genoemd. Het had weinig ambachtslieden en een sterke dorpsstructuur. Het werd later een van de vroegste woonwijken voor rijke burgers uit het nabijgelegen Hamburg.

### 12e tot 18e eeuw
Van 1110 tot 1640 werd Lokstedt geregeerd door de graven van Schauenburg, van het Hertogdom Holstein. Zoals Schnelsen en Niendorf behoorde het tot het Pinnebergse bosbeheer van de provincie Holstein-Pinneberg. Lokstedt kwam onder Deense heerschappij toen Otto V, de laatste Schauenburg, in 1640 stierf. De Deense koning Christian IV nam het graafschap in zijn rijk op als het heerschap Pinneberg. De Denen vestigden ter plaatse een douanepost, die tot 1839 in gebruik bleef.
In 1666 waren er tien grote boerderijen en drie keuterboerderijen in het dorp. In 1789 waren er al 35 boerderijen en in 1803 had Lokstedt 382 inwoners. In de 17e eeuw waren het vooral keuterboeren die zich in het dorp vestigden, maar al in de 18e In de 19e eeuw begonnen rijke Hamburgers zomerhuizen te kopen in Lokstedt.

### Vanaf de 19e eeuw
Midden 19e eeuw waren de herberegen in Lokstedt zo'n populaire bestemming voor Hamburgers dat de Landdrost uiteindelijk besloot om overmatig feesten te verbieden. In 1851 bouwde de Hamburg-Lokstedter Rennklub hier een paardenrenbaan. De raceclub verhuisde al in 1854 naar Horn. De racebaan bleef nog een tijdje in gebruik.
De 226-jarige Deense heerschappij eindigde in 1866 toen Lokstedt na de Duits-Deense oorlog, Pruisisch werd. Meerdere welgestelde Hamburgse families lieten hier zomer- en landhuizen bouwen. Lokstedt was eind 19e eeuw geëvolueerd tot een rijke en goed ontwikkelde villawijk. In 1891 kreeg het elektrische straatverlichting.
De volkstuinenvereniging van Eimsbüttel richtte in 1912 de volkstuin Doppeleiche in Lokstedt op, aangezien langlopende overeenkomsten voor volkstuinen in de omgeving van Hamburg werden geweigerd. Dit maakt dit complex, later Neulokstedt-kolonie genoemd, de oudste vestiging van een Hamburgse volkstuinvereniging is.
De plaats zou in 1927 worden opgenomen in de stad Altona. De succesvolle weerstand tegen dit plan leidde tot een fusie met Niendorf en Schnelsen tot de vergrote gemeente Lokstedt in het Pruisische district Pinneberg. Deze fusie werd in 1937 ontbonden als gevolg van de Groot-Hamburgwet waarbij Lokstedt bij Hamburg werd ingelijfd.
Nutsvoorzieningen worden door de Lokstedter Betriebswerke geleverd, bestaande uit een elektriciteitsbedrijf (sinds 1905), een waterleidingbedrijf (sinds 1910) en een gasbedrijf (sinds 1911). Door hun connectie met de nutsbedrijven in Hamburg zijn deze uiterst efficiënt en kunnen ze ook probleemloos voor de bevoorrading van Niendorf en Schnelsen zorgen.

## Statistieken
- Aandeel minderjarigen: 17,3% [Hamburgs gemiddelde: 16,6% (2020)][4]
- Aandeel 64-plussers: 19,4% [Hamburg gemiddelde: 18,0% (2020)][5]
- Aandeel buitenlanders: 14,9% [Hamburgs gemiddelde: 17,7% (2020)][6]
- Werklozen: 5,2% [Hamburgs gemiddelde: 6,4% (2020)][7]

Het gemiddelde jaarinkomen per belastingplichtige bedraagt in Lokstedt in 2013 : 41.778 euro, het Hamburgse gemiddelde bedraagt 39.054 euro.

## Cultuur en bezienswaardigheden

### Gebouwen

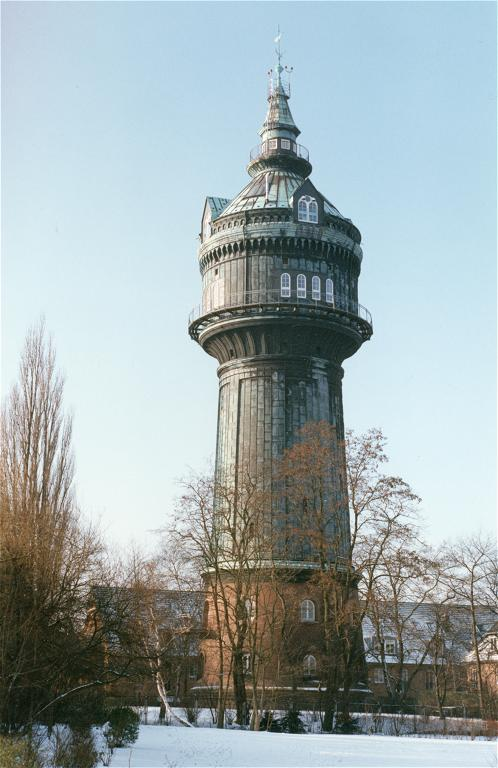
Lokstedt watertoren uit 1911

Het herkenningspunt van de wijk is de watertoren die in 1911 in neogotische vorm aan de Süderfeldstrasse werd gebouwd.

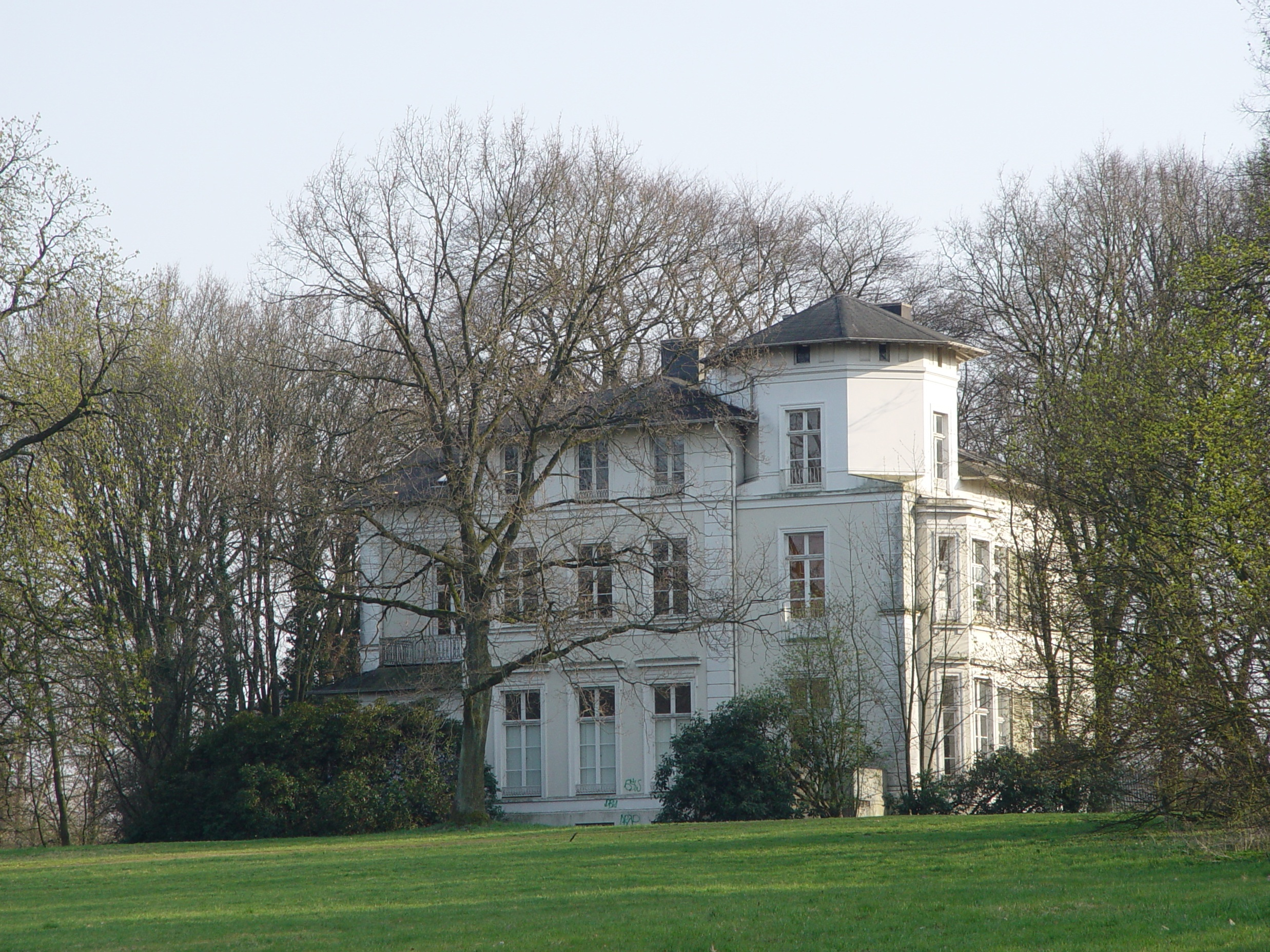
Villa Amsinck in Amsinckpark

De villa in het Amsinckpark die werd gebouwd door Martin Haller.
In het zuidwesten van Lokstedt, op de grens met Eimsbüttel en Stellingen, ligt de Lenzsiedlung, de recenste prefab woonwijk van Hamburg, opgericht van 1976 tot 1978, met inwoners van ongeveer dertig nationaliteiten.

### Parken
In Lokstedt zijn er drie voormalige privé-parken die in de 19e eeuw door Hanzefamilies van Hamburg buiten de stadspoorten waren aangelegd:
- het Von-Eicken-park, waarin de Schillingsbek, een zijrivier van de Kollau, wordt afgedamd tot een vijver
- het overwoekerde Willinks Park, waar de plannen van het districtsbestuur voor de ontwikkeling van woningbouw[9] niet verder werden uitgevoerd[10]
- op de Lieth, een heuvel aan de grens met Stellingen, ligt het Amsinckpark, dat deel uitmaakt van een bosuilterritorium
- In de jaren zestig ontstond het Lohbekpark aan een zijrivier van de Schillingsbek, waar al na veertig jaar vleermuizen te zien zijn.

## Economie, vervoer en infrastructuur

### Verkeer
Het spoordepot Hamburg-Lokstedt bevindt zich aan het goederenringspoor. Lokstedt heeft drie metrostations op lijn U2 : Hagendeel en Hagenbecks Tierpark, in het westen van het stadsdeel en in het uiterste zuidwesten, op de grens met Eimsbüttel : Lutterothstraße.
De drukbereden verkeersas B447 leidt door de wijk, evenals de verbindingswegen Osterfeldstrasse, Vogt-Wells-Strasse en Julius-Vosseler-Straße.
Bovendien rijdt Metrobus lijn 5 - met ongeveer 60.000 passagiers per dag, de drukste buslijn van Hamburg - over de Lokstedter Steindamm in de richting van City en Niendorf. Metrobus lijn 22 doorkruist Lokstedt in oost-westrichting. Er zijn ook nog andere stads- en nachtbuslijnen.
Vanaf 2030 zou ook metrolijn U5 de wijk doorkruisen met onder meer een halte aan de Behrmannplatz.

### Media
De tv-afdeling van de NDR, is sinds 1953 aan de Gazellenkamp gevestigd. In zijn studio's worden bekende programma's als Tagesschau, Tagesthemen of Extra 3 van de ARD gemaakt. Van 1927 tot 1935 was Lokstedt de locatie van een radiozendstation.

## Persoonlijkheden
- Albert "Ali" Beyer (1900-1972), voormalig nationaal voetballer
- Jan Hofer, woordvoerder Tagesschau